# Piranha Sanitätspanzer
Der San Pz Piranha ist ein auf dem Radschützenpanzer Mowag Piranha aufgebautes Ambulanzfahrzeug, das seit 2008 bei der Schweizer Armee im Einsatz steht.

## Charakteristika
Der Panzer ist unbewaffnet, er ist lediglich mit einer Nebelwurfanlage ausgerüstet. Er ist auf dem sechsrädrigen Piranha-Radschützenpanzer aufgebaut.
Die vierköpfige Besatzung besteht aus Fahrer, Kommandant, Arzt und Einheitssanitäter. Der Arzt und der Einheitssanitäter sind für die Patienten im hinteren Teil des Fahrzeuges und der Fahrer und der Kommandant für das Fahrzeug verantwortlich. Fahrer und Kommandant sind ebenfalls als Einheitssanitäter ausgebildet. Um eine Ausbildung an diesem Fahrzeug zu erhalten, muss man als Einheitssanitäter/Sanitätspanzerfahrer ausgehoben werden.
Patientenversorgung ist in folgenden Konstellationen möglich: 1–3 Patienten liegend / 2 Patienten liegend und 3 sitzend / 6 Patienten sitzend. Die medizinische Ausstattung kommt einem zivilen Krankenwagen gleich.
Aufgrund seiner leichten Panzerung, der fehlenden Bewaffnung und der sanitätsdienstlichen Rolle kann sich der Sanitätspanzer nicht auf Gefechte einlassen. Die Einsatzdoktrin sieht vor, dass verwundete Soldaten möglichst rasch und mit kleinstmöglicher Gefahr vom Gefechtsplatz abtransportiert werden sollen. Nach Bergung der Patienten soll sich das Fahrzeug danach sofort unter Nebelwurf zurückziehen.
Das Eidgenössische Departement für Verteidigung führt das Fahrzeug unter der Typenschein-Nr. 40-0000 307, Datenblatt Nr./Code: 35'046, Bezeichnung: San Pz 6x6 gl Piranha.